# Április 19.
Április 19. az év 109. (szökőévben 110.) napja a Gergely-naptár szerint. Az évből még 256 nap van hátra.
Névnapok: Emma + Emmi, Ezékiel, Galatea, Garfield, Gerold, Gilda, Girót, Kocsárd, Leó, Leon, Lionel, Malvin, Malvina, Orália, Timon, Zserald, Zseraldin, Zseraldina

## Események

### Politikai események
- 1849 – A nagysallói ütközetben Görgey Artúr csapataival győzelmet arat Ludwig von Wohlgemuth altábornagy császári csapatai felett.
- 1849 – Írott-nyomtatott formában is kihirdetik-közzéteszik a debreceni országgyűlés által április 14-én elfogadott, a Habsburg-ház trónfosztását és Magyarország szabadságharcban visszanyert szuverén államiságát kimondó függetlenségi nyilatkozatot.
- 1943 – Elkezdődik a varsói gettófelkelés, amelynek zsidó résztvevői fegyverrel igyekeztek megakadályozni a varsói gettó nácik általi felszámolását.[1][2]
- 1952 – A Szentszék a nagyváradi püspökség Magyarországon maradt részének ordináriusává nevezi ki a mindenkori csanádi püspököt.
- 1961 – Csődöt mond a CIA szervezte Disznó-öbölbeli invázió.
- 2005 – Vatikán: A konklávé az elhunyt II. János Pál pápa utódjává a német Joseph Ratzinger bíborost választja, aki a XVI. Benedek nevet veszi fel.
- 2006 – A román parlament felfüggeszti tisztségéből Traian Băsescu román államfőt.
- 2018 – Miguel Díaz-Canelt, a kubai államtanács korábbi első alelnökét választják a karibi ország új elnökének.[3]

### Tudományos és gazdasági események
- 1943 – Dr. Albert Hofmann svájci kémikus először vesz be LSD-t.
- 1971 – Föld körüli pályára áll az első űrállomás, a szovjet Szaljut–1.
- 1975 – Szovjet rakéta állítja Föld körüli pályára az első indiai műholdat, a röntgensugárzást kutató Aryabhata-ot.
- 1982 – Felbocsátják a szovjet Szaljut–7 űrállomást.
- 1997 – Az első közös orosz-amerikai űrséta a Mir űrállomásról.

### Kulturális események

#### Irodalmi, színházi és filmes események
- 1941 – Zürichben tartják az ősbemutatóját Bertolt Brecht Kurázsi mama és gyermekei című művének.

### Sportesemények
Formula–1
- 1970 –  spanyol nagydíj, Jarama - Győztes: Jackie Stewart  (March Ford)
- 2009 –  kínai nagydíj, Shanghai - Győztes: Sebastian Vettel  (Red Bull Racing Renault)
- 2015 –  bahreini nagydíj, Bahrain International Circuit - Győztes: Lewis Hamilton  (Mercedes)

### Egyéb események
- 1989 – USS Iowa hadihajó egyik ágyúja felrobban gyakorlatozás közben. A balesetben 47 tengerész vesztette életét.[4][5]
- 1993 – A Wacói ostrom utolsó napja.[6]
- 1995 – Bomba robban Oklahoma City-ben, megölve 168 embert köztük 19 óvodáskorú gyereket, és több mint 680 embert megsebesítve.[7][8]

## Születések
- 1613 – Christoph Bach német zeneszerző († 1661)
- 1759 – August Wilhelm Iffland német színész, intendáns és drámaíró († 1814)
- 1793 – V. Ferdinánd magyar király, I. Ferdinánd néven osztrák császár († 1875)
- 1798 – Heinrich Maria von Hess német festő († 1863)
- 1801 – Gustav Fechner német fizikus és természetfilozófus, a pánpszichizmus (világlélek) világnézet egyik legfontosabb képviselője († 1887)
- 1823 – Belházy N. János numizmatikus († 1901)
- 1828 – Zsolnay Vilmos keramikusművész, nagyiparos († 1900)
- 1832 – José Echegaray y Eizaguirre Nobel-díjas spanyol drámaíró, politikus († 1916)
- 1875 – Julij Mihajlovics Brascsajko kárpátaljai ruszin jogász, politikus, közéleti személyiség († 1955)
- 1885 – Gózon Gyula Kossuth-díjas magyar színész († 1972)
- 1892
  - Germaine Tailleferre francia zeneszerző, a francia Les Six zeneszerzői csoport egyetlen női tagja († 1983)
  - Téglássy Béla magyar orvos, országgyűlési képviselő († ?)
- 1895 – José Scaron francia autóversenyző († 1975)
- 1897 – Kováts Terus magyar színésznő, érdemes művész († 1958)
- 1903 – Eliot Ness amerikai szövetségi ügynök, az Al Capone elleni küzdelemről ismert († 1957)
- 1912 – Rudi Fischer (Rudolf Fischer) svájci autóversenyző († 1976)
- 1912 – Glenn T. Seaborg svéd származású Nobel-díjas amerikai magkémikus († 1999)
- 1922 – Erich Hartmann német katonatiszt, minden idők legeredményesebb (352 légi győzelem) vadászpilótája († 1993)
- 1928 – Alexis Korner angol blues-zenész, gitáros, énekes († 1984)
- 1928 – Kazimir Károly Kossuth-díjas és kétszeres Jászai Mari-díjas magyar rendező, színigazgató, érdemes és kiváló művész († 1999)
- 1929 – Kézdi Lóránt magyar díszlettervező, a Magyar Televízió örökös tagja († 2005)
- 1931 – Ember Mária magyar író, újságíró, műkritikus († 2001)
- 1933 – Jayne Mansfield (sz. Vera Jayne Palmer), amerikai színésznő († 1967)
- 1935 – Dudley Moore angol színész, komikus, zenész, zeneszerző († 2002)
- 1939 – Basil van Rooyen dél-afrikai autóversenyző († 2023)
- 1940 – Kurt Ahrens (Karl Heinrich Ahrens) német autóversenyző
- 1944 – Jac Nellemann (Jacob Nelleman) dán autóversenyző
- 1945 – Kovács Zsuzsa Jászai Mari-díjas magyar színésznő († 2020)
- 1945 – Soltész Rezső magyar énekes, zeneszerző, szövegíró
- 1946 – Osvát András magyar forgatókönyvíró
- 1946 – Tim Curry (er. Timothy James Curry) angol színész
- 1955 – Regőczy Krisztina olimpiai ezüstérmes, világbajnok magyar műkorcsolyázó, sportvezető
- 1967 – Hrutka Róbert Artisjus-díjas magyar zenész, zeneszerző, producer
- 1968 – Nemes Zoltán magyar karikaturista
- 1970 – Galambos Attila, magyar dráma- és dalszövegíró, műfordító, színész
- 1978 – James Franco amerikai színész
- 1979 – Kate Hudson amerikai színésznő
- 1981 – Hayden Christensen kanadai színész
- 1981 – Nagyidai Gergő magyar színész
- 1982 – Joey Hagerty amerikai tornász
- 1985 – Dancs Roland magyar labdarúgó, hátvéd
- 1986 – Clemens Brummer német műkorcsolyázó
- 1987 – Marija Sarapova orosz teniszező
- 1988 – Mutina Ágnes magyar Európa-bajnok úszó
- 1989 – Simu Liu kínai származású kanadai színész
- 2005 – Kobbie Mainoo angol válogatott labdarúgó

## Halálozások
- 896 – VI. Bonifác pápa
- 1054 – IX. Leó pápa
- 1390 – II. Róbert skót király (* 1316)
- 1560 – Philipp Melanchthon német teológus, reformátor (* 1497)
- 1588 – Paolo Veronese a 16. századi velencei festészet egyik legnagyobb alakja (* 1528)
- 1733 – Elizabeth Villiers III. Vilmos angol király szeretője (* 1657)
- 1877 – Kecskeméthy Aurél ügyvéd, újságíró, Görgei titkára, világutazó (* 1827)
- 1882 – Charles Darwin angol természettudós,  biológus, az evolúciós elmélet atyja (* 1809)
- 1915 – Lovik Károly magyar író, újságíró  (* 1874)
- 1939 – Vaszary János magyar festőművész (* 1867)
- 1955 – Simay Imre magyar festő, szobrász, grafikus (* 1874)
- 1959 – Szabédi László (sz. Székely László) romániai magyar költő, irodalomtörténész (* 1907)
- 1965 – Thuránszky Pál magyar katonatiszt, főispán, országgyűlési képviselő (* 1893)
- 1967 – Konrad Adenauer német politikus, szövetségi kancellár (* 1876)
- 1969 – Bocsáry Kálmán magyar ügyvéd, országgyűlési képviselő (* 1890)
- 1970 – Labancz Anna magyar ápolónő, a magyar kriminalisztika egyik leghírhedtebb, máig megoldatlan gyilkosságának áldozata (* 1946)
- 1971 – Luigi Piotti olasz autóversenyző (* 1913)
- 1973 – László Miklós magyar színész, színpadi szerző, író, forgatókönyvíró (* 1903)
- 1980 – Pertorini Rezső magyar orvos, pszichiáter, neurológus (* 1927)
- 1983 – Jerzy Andrzejewski lengyel író, ellenzéki személyiség (* 1909)
- 1996 – François Picard francia autóversenyző (* 1921)
- 2004 – Falvay Klára Jászai Mari-díjas és Aase-díjas magyar színésznő (* 1939)
- 2005 – Nagy László Európa-bajnok műkorcsolyázó, orvos (* 1927)
- 2006
  - Dobák Lajos Jászai Mari-díjas és Aase-díjas magyar színész (* 1928)
  - Velenczey István Jászai-díjas színész, színházigazgató (* 1925)
- 2007 – Mahrer Emil Balázs Béla-díjas magyar film- és televíziórendező. 2004-től a Magyar Televízió örökös tagja (* 1932)
- 2021
  - Kassay Gábor erdélyi magyar matematikus (* 1956)
  - Walter Mondale amerikai politikus, az Amerikai Egyesült Államok 42. alelnöke (1977-1981) (* 1928)
- 2022 – Július Bartl szlovák történész, levéltáros (* 1937)

## Nemzeti ünnepek, emléknapok, világnapok
- Venezuelában a függetlenség napja
- A fokhagyma világnapja